# Alianța Națională pentru Restaurarea Monarhiei
Alianța Națională pentru Restaurarea Monarhiei (ANRM) este o organizație neguvernamentală (asociație) din România care militează pentru revenirea la forma de guvernământ a monarhiei constituționale în țară și sprijină activitatea publică de reprezentare națională desfășurată de Familia Regală a României.
Urmând dorința Majestății Sale Regelui Mihai I, exprimată oficial prin documentul intitulat „Normele Fundamentale ale Familiei Regale a României - Statutul Casei Regale”, în cazul revenirii la monarhie, ANRM susține readoptarea Constituției României din martie 1923, modernizată prin prevederile Normelor și a dreptului Uniunii Europene, care permit femeilor să domnească. După modelul monarhiilor europene de tip britanic (cu sistem Westminster), o Constituție astfel modernizată ar permite urcarea pe Tron a succesorilor desemnați ai Regelui Mihai, potrivit liniei de succesiune după principiul primogeniturii cognatice cu preferință masculină, susținută oficial de Familia Regală a României.
Potrivit Normelor Fundamentale și acestei linii de succesiune, aplicate în prezent, Majestatea Sa Margareta, fiica cea mare a Regelui Mihai I, poartă titlul de Regină a României (deși momentan a ales să nu utilizeze acest titlu, folosind oficial doar apelativul de „Custode al Coroanei României”).

## Istoric
Grupul de inițiativă pentru formarea Alianței s-a întrunit spontan la sfârșitul anului 2012, cu ocazia protestelor antiguvernamentale din iarna acelui an.
Asociația Alianța Națională pentru Restaurarea Monarhiei fost înscrisă oficial, ca organizație non-guvernamentală non-profit, cu personalitate juridică, în cursul anului 2013.
Primul congres al Alianței a avut loc pe 21-22 aprilie 2013 la Sinaia.
Al doilea congres al Alianței a avut loc în data de 28 septembrie 2014, la hotelul „Silva” din Bușteni.
Al treilea congres al ANRM (2015) a avut loc în București, la Biblioteca Națională a României.
Al patrulea congres al ANRM a avut loc pe 10 Mai 2016, la hotelul „Palace” din Sinaia

## Acțiuni
Alianța a propus public un program în cinci pași pentru revenirea la monarhia constituțională în România.
Pe 10 noiembrie 2013, ANRM a organizat la București evenimentul intitulat „Marșul Regal - Monarhia pentru viitor”. La acest marș, desfășurat pe traseul Piața Charles de Gaulle - Arcul de Triumf - Piațeta Regelui - Piața Victoriei - Calea Victoriei - Piața Palatului Regal (Statuia Regelui Carol I) au participat în jur de 2500 de persoane.
Un marș similar a fost organizat de Alianță și pe 5 aprilie 2014.
În toamna anului 2018, Alianța, susținută și de membrii altor organizații civice, a protestat în fața Palatului Regal din București împotriva folosirii Sălii Tronului ca sală de mese, de către guvernul Dăncilă, cu ocazia întrunirilor legate de Președinția României la Consiliul Uniunii Europene.
ANRM organizează constant acțiuni de informare a publicului privind istoria și activitatea prezentă a Familiei Regale, prin distribuire de materiale scrise, conferințe, proiecții de film tematic, participări la evenimente, acțiuni de educație civică, studiul arhivelor, etc.
În afară de acțiunile proprii, ANRM sprijină regulat activitățile publice ale Familiei Regale a României în toate orașele țării, contribuind la mai larga lor popularizare.